# Trofej prvakinja 2005. (hokej na travi)
12. Trofej prvakinja se održao 2005. godine.

## Mjesto i vrijeme održavanja
Održao se od 26. studenog do 4. prosinca 2005.
Utakmice su se igrale u australskom gradu Canberri, na igralištima National Hockey Centrea.

## Natjecateljski sustav
Ovaj turnir se igralo po jednostrukom ligaškom sustavu. Za pobjedu se dobivalo 3 boda, za neriješeno 1 bod, a za poraz nijedan bod. 
Nakon ligaškog dijela, igralo se za poredak. Prva i druga djevojčad na ljestvici je doigravala za zlatno odličje, treće i četvrte za brončano odličje, a pete i šeste na ljestvici za 5. i 6. mjesto.
Susrete se igralo na umjetnoj travi.

## Sudionice
Sudjelovale su djevojčadi: domaćin Australija, Argentina, braniteljice naslova Nizozemska, Kina, Njemačka i Južna Koreja.

## Sastavi

### Argentina
(2.) Marien Bianchini, (3.) Magdalena Aicega (kapetanica), (4.) Rosario Luchetti, (6.) Ayelén Stepnik, (7.) Alejandra Gulla, (8.) Luciana Aymar, (9.) Ana Macarena Rodríguez, (10.) Agustina Soledad García, (12.) Mariana González Oliva, (13.) Laura Aladro (vratarka), (14.) Mercedes Margalot, (15.) María de la Paz Hernández, (17.) María d'Elía, (18.) Paola Vukojicic (vratarka), (19.) Mariné Russo, (21.) Inés Arrondo, (23.) Natali Doreski, (24.) Claudia Burkart. Trener: Gabriel Minadeo.

### Australija
(1.) Toni Cronk (vratarka), (3.) Karen Smith, (6.) Megan Rivers, (7.) Kim Walker, (9.) Rebecca Sanders, (10.) Kate Hollywood, (11.) Emily Halliday, (12.) Madonna Blyth, (13.) Wendy Alcorn, (14.) Nicole Arrold, (15.) Kobie McGurk, (17.) Rachel Imison (vratarka), (18.) Emma Meyer, (22.) Amy Korner, (24.) Angie Skirving, (25.) Melanie Twitt, (30.) Sarah Talor, (32.) Nikki Hudson (kapetanica). Trener: Frank Murray.

### Kina
(1.) Zhaoxia Chen, (2.) Xuejiao Huang, (3.) Lizhu Chen, (4.) Yibo Ma, (5.) Junxia Huang, (6.) Shaoyan Mai, (7.) Qingling Song, (9.) Shuang Li, (10.) Lihua Gao, (11.) Chunling Tang, (12.) Wanfeng Zhou (kapetanica), (16.) Yimeng Zhang (vratarka), (19.) Qiuqi Chen, (18.) Ye Ren, (22.) Aili Li, (28.) Hongxia Li, (30.) Haiying He, (31.) Fengzhen Pan (vratarka). Trener: Kim Chang-back.

### Njemačka
(1.) Yvonne Frank (vratarka), (2.) Tina Bachmann, (3.) Inga Matthes, (4.) Mandy Haase, (5.) Nadine Ernsting-Krienke, (6.) Svenja Schürmann, (7.) Natascha Keller, (8.) Kerstin Hoyer, (9.) Martina Heinlein, (10.) Silke Müller, (11.) Eileen Hoffmann, (12.) Karin Blank (vratarka), (13.) Marion Rodewald (kapetanica), (14.) Katharina Scholz, (18.) Anke Kühn, (24.) Maike Stockel, (25.) Anna Geiter, (26.) Christina Schutze. Trener: Markus Weise.

### Nizozemska
(1.) Lisanne de Roever (vratarka), (3.) Mignonne Meekels, (4.) Fatima Moreira de Melo, (5.) Jiske Snoeks, (7.) Miek van Geenhuizen, (9.) Sylvia Karres, (10.) Saskia Fuchs, (11.) Maartje Goderie, (12.) Leonoor Voskamp, (14.) Minke Booij (kapetanica), (15.) Janneke Schopman, (16.) Chantal de Bruijn, (17.) Maartje Paumen, (18.) Naomi van As, (19.) Ellen Hoog, (21.) Sophie Polkamp, (22.) Floortje Engels (vratarka), (23.) Kim Lammers. Trener: Marc Lammers.

### Južna Koreja
(1.) Lim Ju-Young, (2.) Cho Hye-Sook, (3.) Choi Eun-Young, (4.) Cha Se-Na, (5.) Gim Sang-Hee, (6.) Park Young-Soon, (7.) Oh Ko-Woon, (8.) Kim Jung-Hee, (9.) Park Mi-Hyun, (10.) Kim Jin-Kyoung, (11.) Kim Jong-Eun, (12.) Han Tae-Jeong, (13.) Kim Mi-Seon, (15.) Kim Bo-Mi, (16.) Moon Young-Hui, (17.) Eun Mi-Young, (18.) Park Jeong-Sook, (19.) Kim Eun-Sil. Trener: Han Jin-Soo.

## Rezultati natjecanja u skupini
| susret br.1 26. studenog 2005. |       |           |  |
| Nizozemska                     | 2 : 1 | Argentina |  |
|                                |       |           |  |

| susret br.2 26. studenog 2005. |       |              |  |
| Kina                           | 1 : 0 | Južna Koreja |  |
|                                |       |              |  |

| susret br.3 26. studenog 2005. |       |          |  |
| Australija                     | 2 : 0 | Njemačka |  |
|                                |       |          |  |

| susret br.4 27. studenog 2005. |       |      |  |
| Argentina                      | 3 : 0 | Kina |  |
|                                |       |      |  |

| susret br.5 27. studenog 2005. |       |            |  |
| Njemačka                       | 1 : 8 | Nizozemska |  |
|                                |       |            |  |

| susret br.6 27. studenog 2005. |       |            |  |
| Južna Koreja                   | 0 : 2 | Australija |  |
|                                |       |            |  |

| susret br.7 29. studenog 2005. |       |              |  |
| Nizozemska                     | 3 : 0 | Južna Koreja |  |
|                                |       |              |  |

| susret br.8 29. studenog 2005. |       |      |  |
| Australija                     | 1 : 0 | Kina |  |
|                                |       |      |  |

| susret br.9 29. studenog 2005. |       |           |  |
| Njemačka                       | 1 : 3 | Argentina |  |
|                                |       |           |  |

| susret br.10 1. prosinca 2005. |       |            |  |
| Kina                           | 1 : 1 | Nizozemska |  |
|                                |       |            |  |

| susret br.11 1. prosinca 2005. |       |          |  |
| Južna Koreja                   | 1 : 2 | Njemačka |  |
|                                |       |          |  |

| susret br.12 1. prosinca 2005. |       |            |  |
| Argentina                      | 1 : 1 | Australija |  |
|                                |       |            |  |

| susret br.13 3. prosinca 2005. |       |              |  |
| Argentina                      | 3 : 2 | Južna Koreja |  |
|                                |       |              |  |

| susret br.14 3. prosinca 2005. |       |      |  |
| Njemačka                       | 0 : 1 | Kina |  |
|                                |       |      |  |

| susret br.15 3. prosinca 2005. |       |            |  |
| Australija                     | 3 : 1 | Nizozemska |  |
|                                |       |            |  |

### Ljestvica nakon natjecanja u skupini
| Mj. | Djevojčad    | Ut | Pb | N | Pz | Ps | Pr | RP  | Bod |
| --- | ------------ | -- | -- | - | -- | -- | -- | --- | --- |
| 1   | Australija   | 5  | 4  | 1 | 0  | 9  | 2  | 7   | 13  |
| 2   | Nizozemska   | 5  | 3  | 1 | 1  | 15 | 6  | 9   | 10  |
| 3   | Argentina    | 5  | 3  | 1 | 1  | 11 | 6  | 5   | 10  |
| 4   | Kina         | 5  | 2  | 1 | 2  | 3  | 5  | -2  | 7   |
| 5   | Njemačka     | 5  | 1  | 0 | 4  | 4  | 15 | -11 | 3   |
| 6   | Južna Koreja | 5  | 0  | 0 | 5  | 3  | 11 | -8  | 0   |

- zeleno - doigravaju za zlatno odličje
- plavo - doigravaju za brončano odličje
- crveno - doigravaju za 5. mjesto

## Doigravanje
Susreti kojima se doigravalo za poredak od 1. do 6. mjesta su se odigrali 4. prosinca 2005.
- za 5. mjesto

| 10:00 |       |                   |                                                                            |
| Njemačka                                                                                                 | 5 : 1 | Južna Koreja      | National Hockey Centre, Canberra Suci: Judy Barnesby Carolina de la Fuente |
| Nadine Ernsting-Krienke 5.' Silke Müller 16.' Maike Stöckel 50.' Kerstin Hoyer 52.' Natascha Keller 59.' |       | Mi Hyun-Park 38.' | National Hockey Centre, Canberra Suci: Judy Barnesby Carolina de la Fuente |

- za brončano odličje

| 12:30 |                    | |                                                                   |
| Argentina | 2 : 2 (8 : 9) ras. | Kina | National Hockey Centre, Canberra Suci: Kazuko Yasueda Lyn Farrell |
| Mercedes Margalot 7.' (k.u.) Alejandra Gulla 24.' raspucavanje Alejandra Gulla Mercedes Margalot Mariana González Oliva Luciana Aymar Claudia Burkart --- Mercedes Margalot Alejandra Gulla Luciana Aymar Claudia Burkart Mariana González Oliva Mercedes Margalot |                    | Gao Lihua 46.' Ma Yibo 67.' (k.u/k) raspucavanje Ma Yibo Chen Qiuqi Zhou Wanfeng Tang Chunling Li Shuang --- Ma Yibo Zhou Wanfeng Tang Chunling Li Shuang Chen Qiuqi Ma Yibo | National Hockey Centre, Canberra Suci: Kazuko Yasueda Lyn Farrell |

- za zlatno odličje

| 15:00                                                                                                   |                    | |                                                                    |
| Australija                                                                                              | 0 : 0 (4 : 5) ras. | Nizozemska | National Hockey Centre, Canberra Suci: Marelize de Klerk Ute Conen |
| raspucavanje Nicole Arrold Angie Skirving Nikki Hudson Emily Halliday Rebecca Sanders --- Nicole Arrold |                    | raspucavanje Maartje Paumen Janneke Schopman Kim Lammers Fatima Moreira de Melo Maartje Goderie --- Maartje Paumen | National Hockey Centre, Canberra Suci: Marelize de Klerk Ute Conen |

### Konačna ljestvica
| Mj. | Momčad       |
| --- | ------------ |
| 1.  | Nizozemska   |
| 2.  | Australija   |
| 3.  | Kina         |
| 4.  | Argentina    |
| 5.  | Njemačka     |
| 6.  | Južna Koreja |

| Pobjednice                |
| ------------------------- |
| Nizozemska Četvrti naslov |

## Najbolje sudionice
- najbolja igračica:  Luciana Aymar
- najbolji strijelac:  Agustina García i  Sylvia Karres

### Ljestvica najboljih strijelaca
| Mj. | Igračica        | Iz igre | (k.u/k)/k.u. | Uk. pogodaka |
| --- | --------------- | ------- | ------------ | ------------ |
| 1.  | Agustina Garcia | 3       | 1            | 4            |
| 1.  | Sylvia Karres   | 4       | 0            | 4            |
| 3   | Alejandra Gulla | 2       | 1            | 3            |
| 3   | Kim Lammers     | 2       | 1            | 3            |